# Trường Luật Harvard
Đại học Luật Harvard (Harvard Law School, HLS) là trường luật của Đại học Harvard ở Cambridge, Massachusetts. Được thành lập vào năm 1817, đây là trường luật hoạt động liên tục lâu đời nhất tại Hoa Kỳ và là một trong những trường luật uy tín nhất trên thế giới.
Mỗi lớp trong chương trình Jurist Doctor ba năm có khoảng 560 sinh viên, nằm trong số các lớp lớn nhất trong số 150 trường luật được xếp hạng hàng đầu ở Hoa Kỳ. Lớp học năm nhất được chia thành bảy phần với khoảng 80 học sinh, những người học hầu hết các lớp năm nhất cùng nhau. Quy mô lớp học lớn độc đáo và uy tín của Harvard đã khiến trường luật này đào tạo ra rất nhiều cựu sinh viên ưu tú trong ngành tư pháp, chính phủ và giới kinh doanh.
Theo tiết lộ về ABA năm 2020 theo yêu cầu của Đại học Luật Harvard, 99% sinh viên tốt nghiệp năm 2019 đã vượt qua kỳ thi chứng chỉ làm việc tại tòa án. Sinh viên tốt nghiệp của trường chiếm hơn một phần tư tổng số thư ký Tòa án Tối cao từ năm 2000 đến năm 2010, nhiều hơn bất kỳ trường luật nào khác ở Hoa Kỳ.
Việc thành lập Trường Luật Harvard theo truyền thống được liên kết với việc tài trợ cho chức danh giáo sư luật đầu tiên của Harvard, được trả từ một di chúc từ tài sản của Isaac Royall Jr., một chủ đất và chủ nô người Mỹ thuộc địa. Ngày nay, HLS là nơi có thư viện luật học lớn nhất trên thế giới  cũng như 391 giảng viên.